# Sutan Syahrir

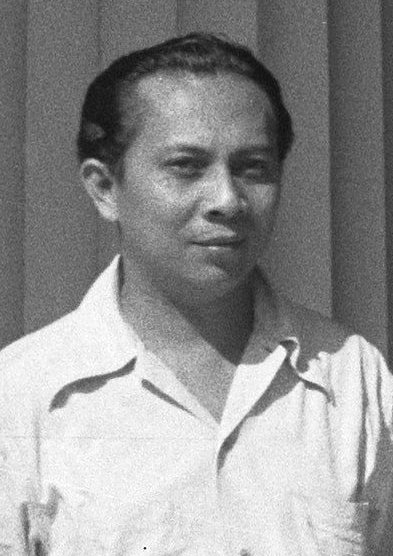
Sutan Syahrir, 1948

Sutan Syahrir, auch Sjahrir (* 5. März 1909 in Padang Panjang auf Sumatra; † 9. April 1966 in Zürich), war ein Politiker in der Frühzeit Indonesiens.

## Leben
Syahrir wuchs in einer Minangkabau-Familie in Sumatra auf und studierte zuerst in Medan sowie Bandung, dann in den Niederlanden in Amsterdam und Leiden. Dort lernte er Mohammad Hatta kennen, beide arbeiteten in der Folgezeit gemeinsam für die indonesische Unabhängigkeit. 1931 kehrte Syahrir nach Indonesien zurück. Nach dem Ende der alten Partei „PNI“ gründeten Hatta und er die neue „Pendidikan Nasional Indonesia (PNI)“. Gemeinsam mit Hatta wurde er 1934 verhaftet und in die Verbannung geschickt: ab Januar 1935 in Boven Digoel auf Papua, von Januar 1936 bis Februar 1942 nach Banda Neira und bis März 1942 in Sukabumi auf West-Java, wo er 1942 von den japanischen Eroberern befreit wurde.
1945 schrieb er in Niederländisch sein wichtigstes Werk „Onze Strijd“ (Unser Kampf), das sogleich ins Indonesische übersetzt wurde („Perdjoeangan Kita“). Von November 1945 bis Juni 1947 war er der erste indonesische Ministerpräsident, doch die Niederlande waren noch nicht bereit, den neuen Staat anzuerkennen. 1948 ging das niederländische Militär wieder gegen die Repräsentanten Indonesiens vor und verhafteten auch Syahrir. Im gleichen Jahr gründete er die „Sozialistische Partei Indonesiens“ (PSI). Später geriet er in Gegensatz zu Sukarno, seine Partei wurde 1960 verboten und er kam 1962 ins Gefängnis. 1965 erlitt er einen Schlaganfall und flog zur medizinischen Behandlung nach Zürich, wo er 1966 starb.